# Rhododendron petelotii
Rhododendron petelotii är en ljungväxtart som beskrevs av Paul Louis Amans Dop. Rhododendron petelotii ingår i släktet rododendron, och familjen ljungväxter. Inga underarter finns listade i Catalogue of Life.